# Luxottica
Die Luxottica S.p.A. war ein italienisches Unternehmen mit Sitz in Mailand und der weltgrößte Brillenhersteller. Hauptprodukte waren Sonnenbrillen und Korrektionsbrillenfassungen. Luxottica operierte in den Geschäftsfeldern Design, Herstellung, Großhandel sowie Einzelhandel und war weltweit in 130 Ländern tätig.
Aktien von Luxottica wurden an der Borsa Italiana und ab 1990 auch in New York gehandelt. Nach der Fusion mit Essilor im Jahr 2018 firmiert das neue Unternehmen unter EssilorLuxottica.

## Unternehmensgeschichte
Luxottica wurde im Jahr 1961 vom Mailänder Unternehmer Leonardo Del Vecchio in Agordo gegründet. In den Jahren danach siedelten sich im Cadore-Tal einige andere Brillenhersteller an, weswegen der örtliche distretto industriale als italienische Brillenhochburg angesehen wird.
Luxottica kaufte ab 1995 etliche US-amerikanische Unternehmen und Marken auf, darunter Ray-Ban von Bausch & Lomb, LensCrafters, Sunglass Hut International und Oakley (im Jahr 2007), 2009 folgte dann Oliver Peoples. Anfang 2013 übernahm Luxottica auch den französischen Brillenhersteller Alain Mikli. Zum Januar 2014 wurde eine Luxus-Gruppe, Atelier genannt, mit den Marken alain mikli, Oliver Peoples, Mosley Tribes, Paul Smith, starck eyes und Stella McCartney gegründet, die in Paris, dem früheren Sitz von alain mikli international, angesiedelt ist.
Die im Januar 2017 bekanntgegebene Fusion von Luxottica mit dem französischen Brillenglas-Spezialisten Essilor wurde im Oktober 2018 vollzogen. Das Unternehmen firmiert jetzt unter EssilorLuxottica. Den Vorsitz nach der Fusion übernahm Luxottica-Gründer Leonardo Del Vecchio.

## Marken

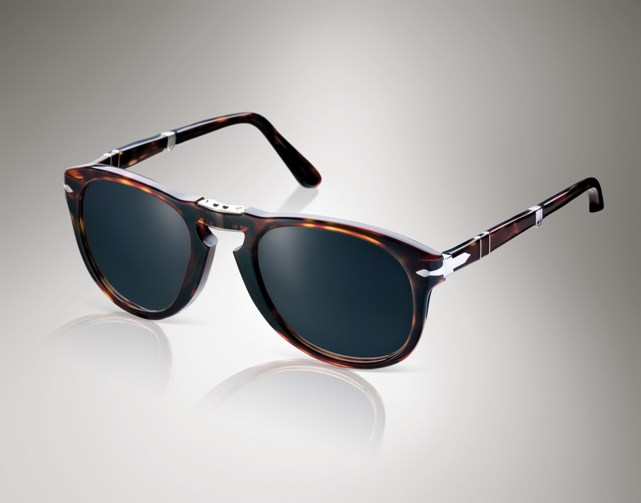
Persol Sonnenbrille

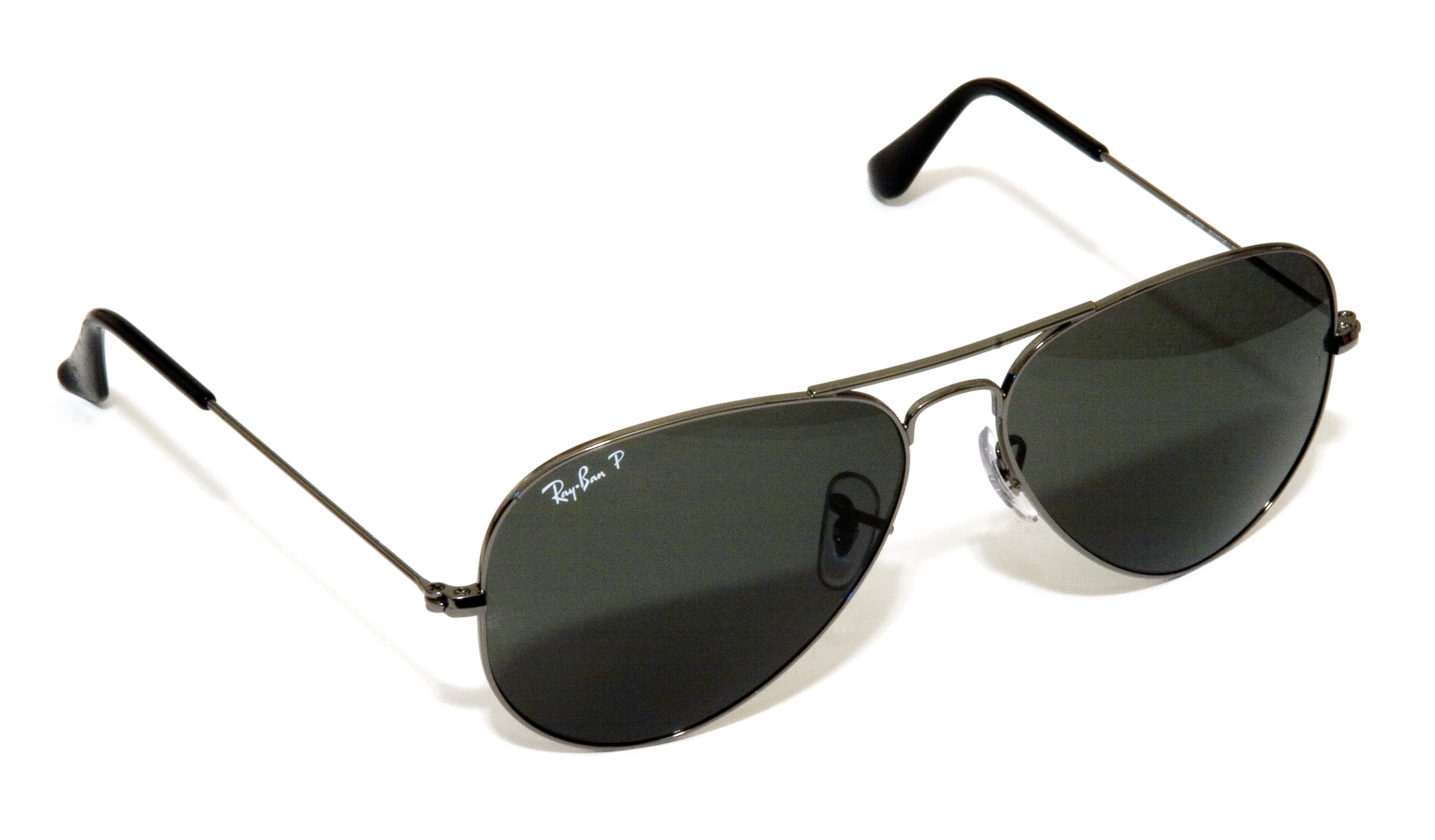
Ray-Ban Sonnenbrille

Zu den Eigenmarken des Unternehmens gehörten auch Alain Mikli, Oakley, Oliver Peoples, Persol (1917 gegründeter italienischer Sonnenbrillenhersteller, 1995 übernommen) und Ray-Ban. Zu den Lizenzmarken gehörten Armani, Brooks Brothers, Bulgari, Burberry, Chanel, Club Monaco, Dolce & Gabbana, DKNY, Donna Karan eyewear, Emporio Armani, Michael Kors, Ferragamo, Miu Miu, Polo Ralph Lauren, Prada und Versace.

### Strategische Partnerschaft mit Google
Luxottica gab am 24. März 2014 in einer offiziellen Pressemitteilung bekannt, dass das Unternehmen innerhalb einer strategischen Partnerschaft mit Google die neue Version der Google Glass herstellen wird.